# 杨益民
杨益民（1957年9月—），男，汉族，福建南安人，中华人民共和国政治人物。中共福建省委党校哲学专业毕业。

## 生平
1974年7月参加工作，1980年10月加入中国共产党。曾任中共泉州市委党校副校长、中共安溪县委副书记，中共德化县委副书记、代县长、县长，中共晋江市委副书记、代市长、市长、市委书记，中共泉州市委常委等职务。2010年5月，任中共福州市委常委、市政府常务副市长。2011年9月，任中共福州市委副书记、代市长（2012年1月当选市长）。2013年，当选第十二届全国人民代表大会福建地区代表。2016年7月，不再担任中共福州市委副书记。